# Melissoptila moureana
Melissoptila moureana är en biart som beskrevs av Urban 1998. Melissoptila moureana ingår i släktet Melissoptila och familjen långtungebin. Inga underarter finns listade i Catalogue of Life.